# Asemesthes kunenensis
Asemesthes kunenensis är en spindelart som beskrevs av Lawrence 1927. Asemesthes kunenensis ingår i släktet Asemesthes och familjen plattbuksspindlar.
Artens utbredningsområde är Namibia. Inga underarter finns listade i Catalogue of Life.